# Société académique d'archéologie, sciences et arts du département de l'Oise
La Société académique d'archéologie, sciences et arts du département de l'Oise plus connue sous le nom de Société académique de l'Oise est une société savante français dont les objets sont l'étude et la diffusion des connaissances de l'histoire locale, ainsi que la conservation d'une bibliothèque et d'un musée. Elle a son siège à Beauvais

## Historique
Le Comité local d’archéologie de Beauvais est créé en 1841, et rattaché à la Société des antiquaires de Picardie. En 1847, le comité est renommé Société académique d’archéologie, sciences et arts du département de l’Oise, qui réunit la Société linnéenne et l’Athénée du Beauvaisis et accède à une existence indépendante.

## Objectifs et actions

### La connaissance du passé
Le premier but de la société est d'effectuer des travaux de recherches historiques et archéologique pour la connaissance du passé et sa transmission au public. Avec la professionnalisation de l'archéologie, cette activité diminua au sein de la société.

### La création d'un musée
Dès l'origine, le premier but de la société fut « la création d’un musée pour la conservation des œuvres d’art de nombreux monuments en ruines à la suite des événements de la Révolution ». Ce fut chose faite en 1912 date de la création du Musée départemental de l'Oise auquel la société fait de nombreux dons.

### La transmission de la connaissance
La Société académique de l'Oise créa également une bibliothèque rassemblant 5 000 ouvrages et constitua ses propres archives sur les communes et personnages célèbres du département de l'Oise. Ces documents sont accessibles au public sur demande.
La Société académique de l'Oise organise régulièrement des conférences, des expositions et des visites de lieux et monuments.